# Reisendenübergang

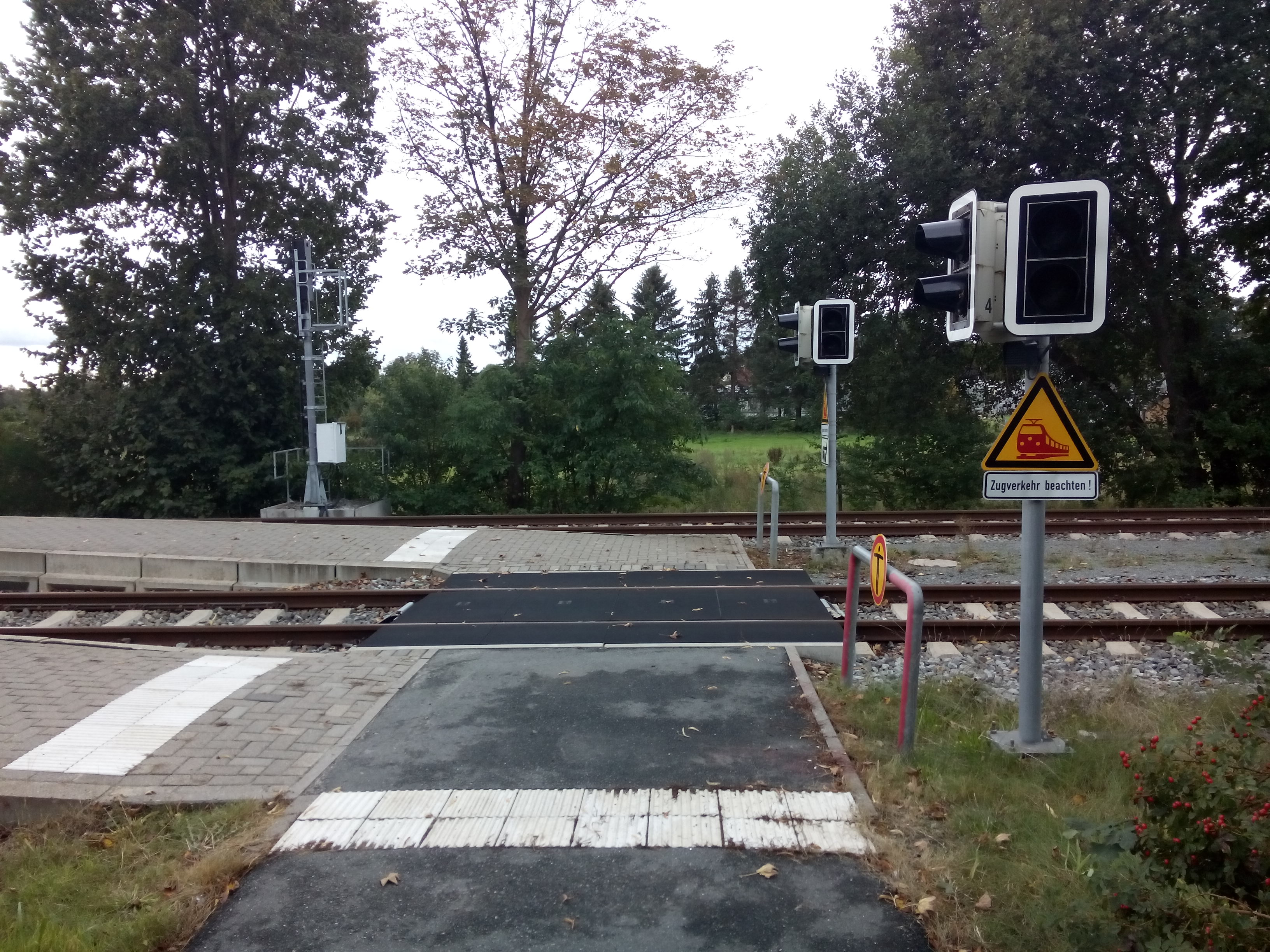
Reisendenübergang mit Licht- und Tonsignalanlage in Geestenseth (2015)

Als Reisendenübergang (Abkürzung: RÜ) wird in Deutschland ein höhengleicher (schienengleicher) Überweg über Bahngleise zwischen Bahnsteigen bezeichnet. Im Gegensatz zu einem Bahnübergang ist er ausschließlich zur Nutzung durch Reisende zum Erreichen der Bahnsteige vorgesehen. Sie befinden sich in der Regel in Bahnhöfen und Haltepunkten, die nicht über eine Über- oder Unterführung zu den Bahnsteigen verfügen, werden aber auch als zusätzliche oder bedarfsweise Zuwegung benutzt – etwa für Rollstuhlfahrer, die keine Treppenanlagen überwinden können.

## Geschichte
Bis in die Nachkriegsjahre war sowohl auf größeren als auch auf kleineren Bahnhöfen eine Vielzahl von Personal beschäftigt. Auch nach der Weiterentwicklung der Stellwerkstechnik sowie dem Wegfall von den den Zutritt zum Bahnsteig regelnden Bahnsteigsperren blieben höhengleiche Reisendenübergänge oftmals bestehen. Sie wurden in der Regel entweder durch den Fahrdienstleiter oder Weichenwärter, wenn sich deren Befehlsstelle oder Stellwerk im Empfangsgebäude oder in der Nähe des Bahnsteiges befand, oder durch eine separate Aufsicht gesichert. Entsprechende Regelungen wurden bei der Deutschen Bundesbahn und der Deutschen Reichsbahn in die Fahrdienstvorschriften aufgenommen.
Auch heute befinden sich die Regelungen in der Richtlinie 408, der Fahrdienstvorschrift der Deutschen Bahn. Ist ein Reisendenübergang mitarbeiterbedient und kann kein örtliches Stellwerkspersonal die Aufgaben wahrnehmen, werden sogenannte Reisendensicherer eingesetzt oder es ist geregelt, dass das Zugpersonal eines planmäßig haltenden Reisezuges die Sicherung wahrnimmt. Am Haltepunkt Rambin (Rügen) wurde zwischen der Außerbetriebnahme der dortigen Blockstelle und dem Neubau der Bahnsteige für einige Jahre eine Deckungsstelle betrieben, deren Hauptsignale eigens den Reisendenübergang sicherten.
Mit dem Inkrafttreten des Behindertengleichstellungsgesetzes in Deutschland im Jahr 2002 hat die barrierefreie Gestaltung von Bahnanlagen an Bedeutung gewonnen. Dabei können Reisendenübergänge eine prinzipiell kostengünstigere Alternative zu Über- oder Unterführungen darstellen.
Im Jahr 2004 wurde das Programm „Reisendenübergang-Berechnung“ (RÜ-BE) als Maßstab für die Ermittlung der erforderlichen Sicherungsmaßnahmen an neu geplanten Reisendenübergängen eingeführt. Für vorhandene Reisendenübergänge gilt Bestandsschutz. Aufgrund der meist notwendigen Sicherungsmaßnahmen durch Personal oder technische Anlagen werden höhengleiche Reisendenübergänge bei Modernisierungen häufig durch Über- oder Unterführungen ersetzt. Im Jahr 2005 verfügten rund 700 Bahnhöfe und Haltepunkte im Streckennetz der Deutschen Bahn über einen höhengleichen Reisendenübergang.

## Sicherungsarten

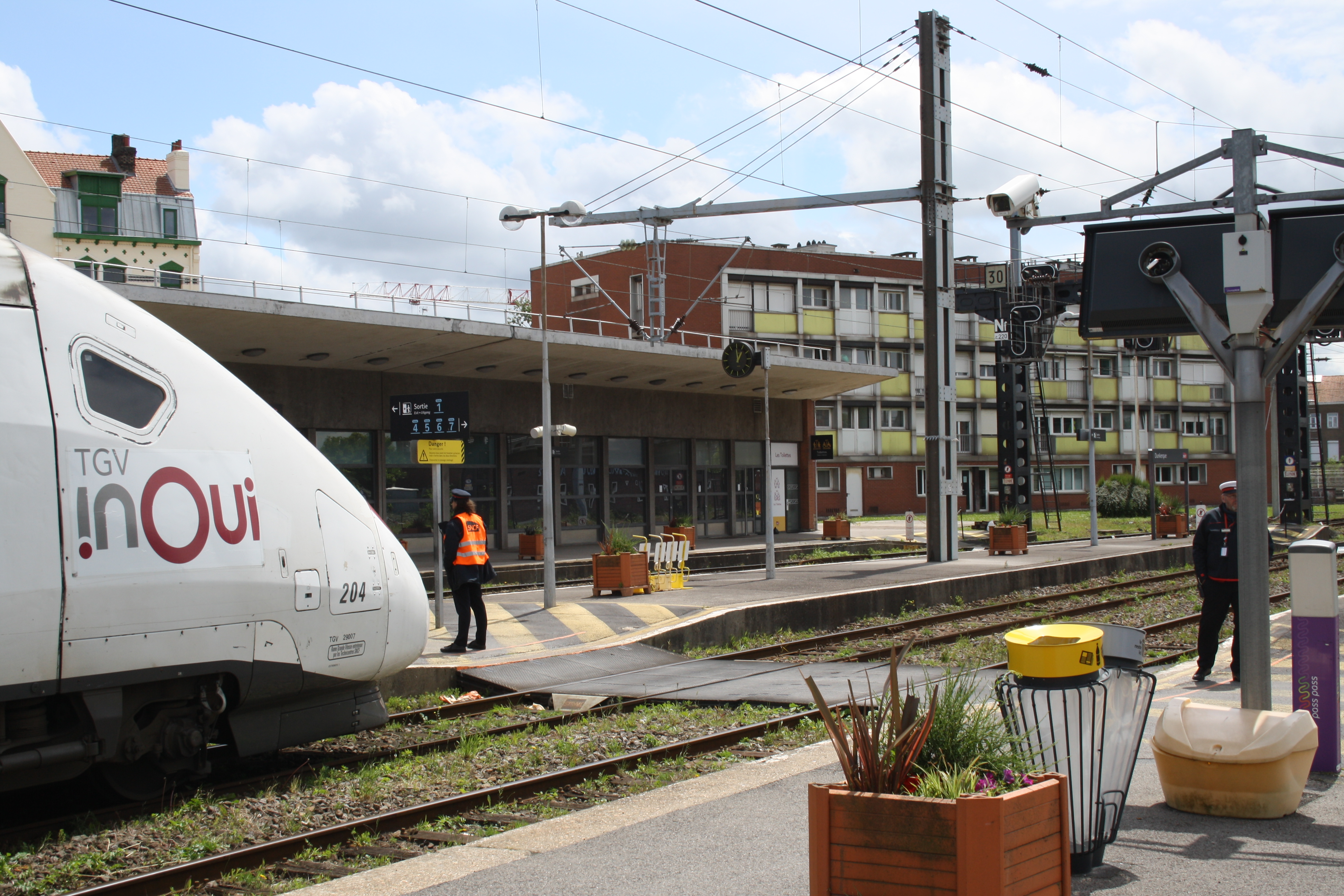
Durch Bahnmitarbeiter gesicherter Reisendenübergang (TVP) in Dunkerque, Frankreich (2024)

Es muss sichergestellt werden, dass Personen den Reisendenübergang nur betreten, wenn sie nicht durch Zugfahrten gefährdet werden können. In Deutschland obliegt die Sicherungspflicht gemäß § 4 des Allgemeinen Eisenbahngesetzes (AEG) den Eisenbahnen. Da in der Eisenbahn-Bau- und Betriebsordnung (EBO) keine konkreten Sicherungsmaßnahmen aufgeführt sind, liegt die Ausführung in der Verantwortung des Eisenbahninfrastrukturunternehmens. Ausgeschlossen sind gemäß EBO aber höhengleiche Reisendenübergänge bei Geschwindigkeiten über 160 km/h. Nach dem Regelwerk der Deutschen Bahn sind Reisendenübergänge auch nicht zulässig bei mehr als zwei querenden Gleisen, bei mehr als 5000 Reisenden pro Tag oder bei einer Weglänge von 20 m von Bahnsteigkante zu Bahnsteigkante.
Auf den Gleisen, über die der Reisendenübergang führt, dürfen bei einem planmäßigen Halt eines Reisezuges keine Zugfahrten stattfinden. Wenn auf diesen Gleisen bereits eine Zugfahrt zugelassen wurde, muss ein planmäßig haltender Zug somit zunächst die Durchfahrt des anderen Zuges an einem vor dem Bahnsteig bzw. vor der Betriebsstelle befindlichen Hauptsignal abwarten, damit auch aussteigende Reisende nicht durch andere (durchfahrende) Züge gefährdet werden können. Die Fahrdienstvorschriften der Deutschen Reichsbahn von 1970 besagten zudem, dass, wenn auf Gleisen mit Reisendenübergängen Zugfahrten stattfinden sollen, Reisezüge von nur höhengleich erreichbaren Bahnsteigen abgezogen werden müssen (sie also vom Bahnsteig bis an das Ausfahrsignal vorziehen sollen, um den weiteren Ausstieg von Reisenden aufgrund fehlender Türsteuerung zu unterbinden bzw. ein Nachströmen von Reisenden zu vermeiden).
An Bahnsteiggleisen mit Reisendenübergängen sind in der Regel Haltetafeln aufgestellt, damit die Überwege freigehalten bzw. freigefahren werden. Teilweise werden vor Reisendenübergängen auch Pfeiftafeln aufgestellt. Andere Halteplätze wurden Zügen früher mit einer quer zum Gleis gehaltenen rot-weißen Signalflagge angezeigt (Signal Sh 2).

### Sicherung durch Mitarbeiter
Eine Sicherung mit Bahnmitarbeitern kann durch Absperrungen wie Tore am Empfangsgebäude oder am Bahnsteigzugang, Schlagbäume oder Ketten am bzw. auf dem Reisendenübergang oder durch die Anwesenheit des Mitarbeiters selbst erfolgen. Ein eigens dafür eingesetzter Mitarbeiter wird als Reisendensicherer bezeichnet. Die mitarbeiterbedienten Absperrungen müssen in Grundstellung geschlossen sein und dürfen erst nach dem Anhalten eines planmäßig haltenden Reisezuges, bzw. wenn ein gefahrloser Aufenthalt auf dem zu erreichenden Bahnsteig möglich ist, auch bereits bei Zulassung der Zugfahrt geöffnet werden.
Die für die jeweilige Betriebsstelle zutreffenden Regeln werden im Betriebsstellenbuch, in einer Betra oder – wenn dem Zugpersonal Aufgaben zur Sicherung übertragen werden – im Streckenbuch genannt. Es wird unter anderem festgelegt, welche Mitarbeiter den Reisendenübergang zu sichern haben, wie sie benachrichtigt werden und ob sie Warn- oder Unternehmensbekleidung tragen müssen.

### Sicherung ohne Mitarbeiter

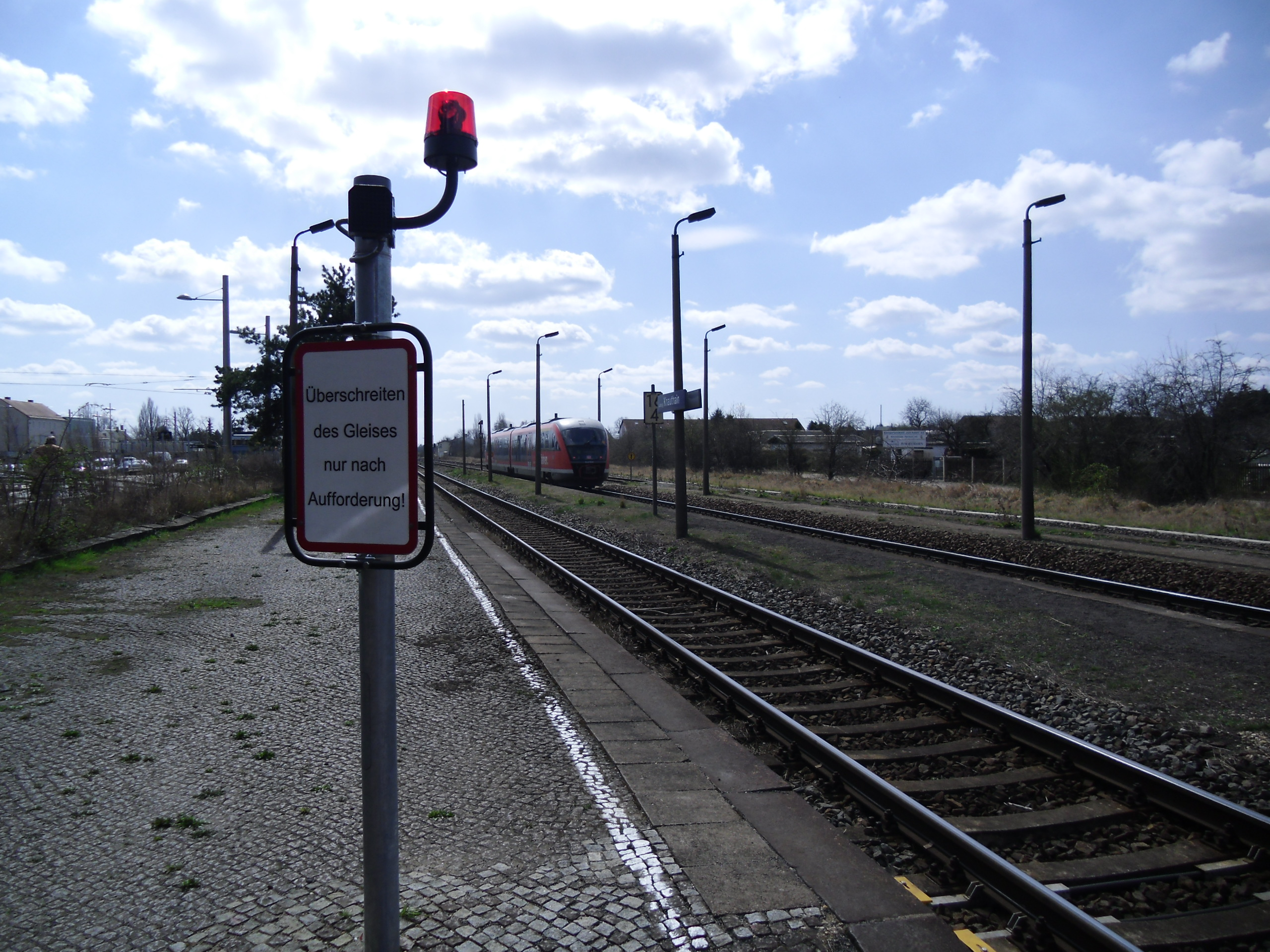
Warnleuchte und Hinweisschild in Leipzig-Knauthain; die Aufforderung erfolgt über Lautsprecher durch den örtlichen Fahrdienstleiter (2012)

Sind keine örtlichen Mitarbeiter zur Sicherung eines Reisendenübergangs verfügbar, müssen anderweitige Maßnahmen ergriffen werden. Die Art der Maßnahmen sind abhängig
- vom Reisendenaufkommen,
- von der Anzahl, Richtung und Geschwindigkeit der Züge, die vor dem Reisendenübergang verkehren bzw. diesen überqueren,
- von der Sichtweite der Reisenden auf die Bahntrasse,
- von den Sichtverhältnissen des Triebfahrzeugführers auf den Reisendenübergang und
- die Lage und Ausführung der Gleisquerung.

Auf Basis dieser Einflussfaktoren wird eine geeignete Maßnahme gewählt. Dies kann sein:
- Warntafel
- Warntafel mit Licht- und Tonsignal
- Warntafel mit Umlaufsperre
- Warntafel mit Schranke, Licht- und Tonsignal

Zusätzlich werden auf manchen Betriebsstellen Lautsprecherdurchsagen getätigt. Nichttechnische Maßnahmen wie Warntafel und Umlaufsperre sind nur bei einem geringen Gefährdungspotential zulässig. Bei der Deutschen Bahn wird das Gefährdungspotential durch das Programm RÜ-BE beurteilt.
Wenn die technischen Anlagen nicht ordnungsgemäß arbeiten, muss der Fahrdienstleiter den Triebfahrzeugführer einer Zugfahrt mit einem schriftlichen Befehl anweisen, vor dem Reisendenübergang ein Achtungssignal zu geben und ihn mit höchstens 5 km/h zu befahren.

## RÜ-Pass
Um die im Netz der Deutschen Bahn vorhandenen Reisendenübergänge zu erfassen und geltende Regeln zu bewerten, wurde 2010 durch den Eisenbahnbetriebsleiter der DB Netz der sogenannte „RÜ-Pass“ eingeführt. Darin werden zu jedem Reisendenübergang Grunddaten, örtliche Gegebenheiten sowie die Regeln zur Sicherung erfasst.

## Ausland

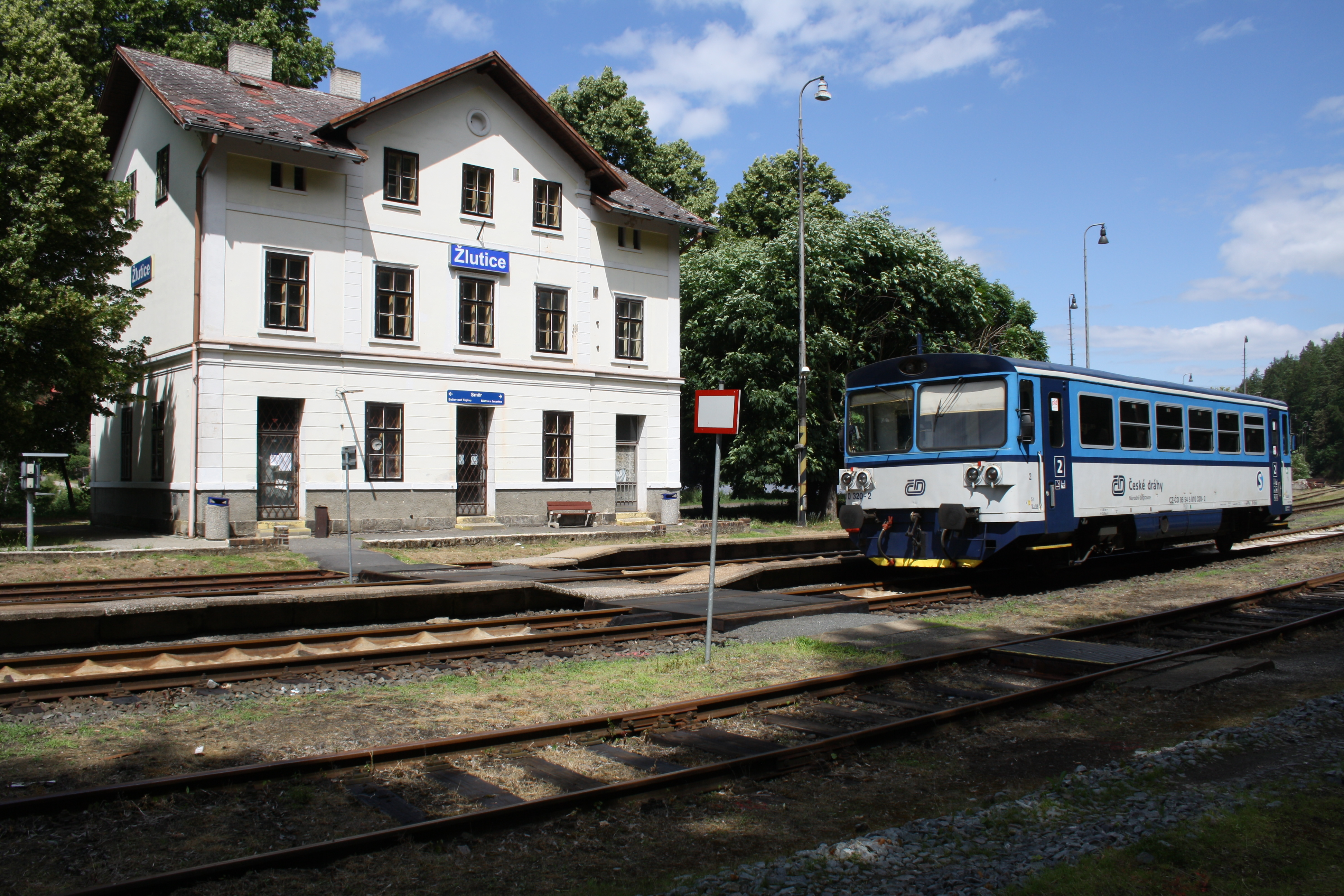
Zwischenbahnsteige mit Zugang vom Hausbahnsteig in Žlutice, Tschechien (2023)

In Frankreich wird ein Reisendenübergang als traversée des voies par le public (TVP) bezeichnet. Auch die Bahnsteige bedeutenderer Stationen wie des Bahnhofs Dunkerque (Endpunkt der Bahnstrecke Arras–Dunkerque und TGV-Halt) werden teilweise nur über einen TVP erreicht.
Besonders in osteuropäischen Ländern bzw. den Nachfolgestaaten Österreich-Ungarns besteht der typische Aufbau herkömmlicher Bahnhöfe aus einem breiten Hausbahnsteig, auf dem sich die Reisenden bis zur Ankunft des Zuges aufhalten, um dann über Reisendenübergänge zu den schmalen Zwischenbahnsteigen zu gelangen, die sich meist an sämtlichen Hauptgleisen des Bahnhofes befinden. Die Sicherung wird oftmals durch die Aufsicht und/oder Tore am eingezäunten Wartebereich übernommen.